# Region Mopti
Die Region Mopti liegt im Zentrum Malis. Sie hat eine Fläche 79.017 km² und etwa zwei Millionen Einwohner. 2009 lag die Bevölkerungszahl laut Zensus bei 2.037.330.
Zu den Einwohnern gehören Bozo, Dogon, Songhai, Fulbe und Bambara.

## Geografie

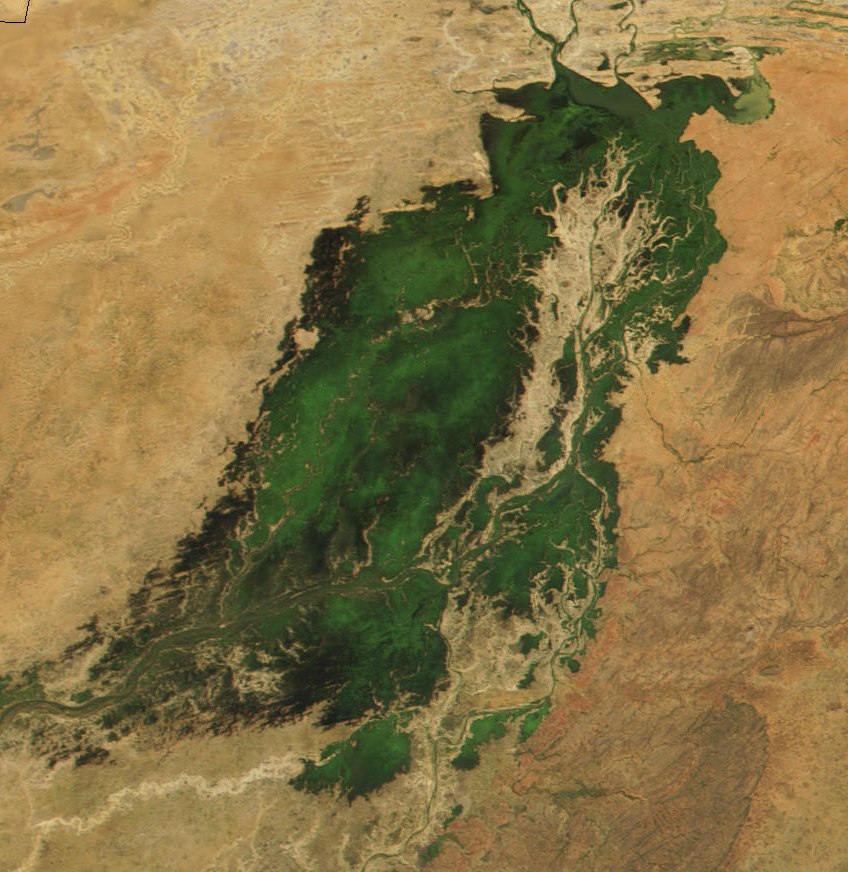
Satellitenaufnahme des Niger-Binnendeltas gegen Ende der Regenzeit

Die wichtigsten Städte sind die Regionshauptstadt Mopti, Djenné und Douentza. In der Region Mopti liegen die Felsen von Bandiagara und die Große Moschee von Djenné als UNESCO-Welterbe und bekannte Touristenziele. Der Fluss Niger fächert sich hier zum Binnendelta auf. Der Hombori Tondo ist die höchste Erhebung Malis.
Die Region liegt in der Sahelzone. Bis in die 1970er Jahre war sie ein Exporteur von Reis, Fisch und Rindern. Durch die Dürren in den 1970er und frühen 1980er Jahren (vgl. Hungersnot in der Sahelzone) leidet Mopti aber unter erheblichen Defiziten in der Produktion von Grundnahrungsmitteln, insbesondere Getreide.
Kreise:
Bandiagara, Bankass, Djenné, Douentza, Koro, Mopti, Ténenkou, Youwarou